# Bożena Płonka-Syroka
Bożena Irena Płonka-Syroka (ur. 1957) – polska historyk medycyny, profesor nauk humanistycznych.

## Życiorys
Absolwentka IX Liceum Ogólnokształcącego im. Juliusza Słowackiego we Wrocławiu. Laureatka II Olimpiady Historycznej (5. miejsce). W 1980 ukończyła studia historyczne na Uniwersytecie Wrocławskim. W Instytucie Historii Nauki PAN uzyskała kolejno następujące tytuły: doktorat w 1987, habilitację w 2001 i profesurę w dziedzinie historii medycyny w 2016.
Pracowała w Katedrze Etnologii i Antropologii Kulturowej Uniwersytetu Wrocławskiego. Był także kierownikiem Zakładu Humanistycznych Nauk Farmaceutycznych Uniwersytetu Medycznego we Wrocławiu. 
Pozostaje członkiem rady naukowej w czasopiśmie Medycyna Nowożytna (w latach 1994-2004 była zastępcą redaktora naczelnego tego czasopisma) i jest redaktorem naczelnym kilkunastu serii wydawniczych. 
Jest członkiem takich towarzystw naukowych jak: Polskie Towarzystwo Historii Medycyny i Farmacji (od 1982, w latach 1989-1995 członek zarządu głównego), Niemiecko-Polskie Towarzystwo Historii Medycyny (w latach 2003-2005 sekretarz generalny, a w latach 2005-2009 wiceprezydent), Polskie Towarzystwo Historyczne, Polskie Towarzystwo Historiograficzne (od 2012), Wrocławskie Towarzystwo Naukowe (od 2008), Fundacja Humanitas et Scientia (prezes, członkostwo od 1992).

## Zainteresowania
Do jej zainteresowań naukowych należą: historia europejskiej medycyny nowożytnej i jej recepcja w Polsce do 1914, historia europejskiej kultury medycznej, historia historiografii nauki, metodyka naukowa, antropologia wiedzy i kultury.

## Monografie
- Recepcja doktryn medycznych przełomu XVIII i XIX wieku w polskich ośrodkach akademickich w latach 1784-1863, Ossolineum, Wrocław, 1990,
- Medycyna niemiecka nurtu niematerialistycznego 1797-1848 i polska recepcja jej teorii i doktryn w dziewiętnastym stuleciu, PAN, Warszawa, 1999,
- Niemiecka medycyna romantyczna, DiG, Warszawa, 2007,
- Medycyna w historii i kulturze. Studia z antropologii wiedzy, Wydawnictwo Uniwersytetu Medycznego, Wrocław, 2013[6].